# Baltimore (Ohio)
Baltimore é uma vila localizada no estado norte-americano de Ohio, no Condado de Fairfield.

## Demografia
Segundo o censo norte-americano de 2000, a sua população era de 2881 habitantes.
Em 2006, foi estimada uma população de 2937, um aumento de 56 (1.9%).

## Geografia
De acordo com o United States Census Bureau tem uma área de
4,6 km², dos quais 4,6 km² cobertos por terra e 0,0 km² cobertos por água. Baltimore localiza-se a aproximadamente 269 m acima do nível do mar.

## Localidades na vizinhança
O diagrama seguinte representa as localidades num raio de 16 km ao redor de Baltimore.